# ラウル・デュフィ
ラウル・デュフィ（Raoul Dufy, 1877年6月3日 - 1953年3月23日）は、野獣派に分類される19世紀末から20世紀前半のフランスの画家。「色彩の魔術師」20世紀のフランスのパリを代表するフランス近代絵画家でもある。

## 画風
アンリ・マティスに感銘を受け彼らとともに野獣派（フォーヴィスム）の一員に数えられるが、デュフィのその作風は他のフォーヴたちと違った独自の世界を築いている。デュフィの陽気な透明感のある色彩と、リズム感のある線描の油絵と水彩絵は画面から音楽が聞こえるような感覚をもたらし、画題は多くの場合、音楽や海、馬や薔薇をモチーフとしてヨットのシーンやフランスのリビエラのきらめく眺め、シックな関係者と音楽のイベントを描いた。
またデュフィは本の挿絵、舞台美術、多くの織物のテキスタイルデザイン、莫大な数のタペストリー、陶器の装飾、『VOGUE』表紙などを手がけ多くのファッショナブルでカラフルな作品を残している。

## 生涯
- 1877年、デュフィは北フランス、ノルマンディーのル・アーヴルの港街に 貧しいが音楽好きの一家の9人の兄弟の長男として生まれる。父親は金属会社の会計係で、才能ある音楽愛好家。教会の指揮者兼オルガン奏者。母はヴァイオリン奏者。兄弟のうち2人はのちに音楽家として活躍。家計を助けるため14歳でスイス人が経営するコーヒーを輸入する貿易会社で使い走りとして働くためにサン・ジョセフ中学校を離れる。後にル・アーヴルとニューヨークを結ぶ太平洋定期船、ラ・サヴォアで秘書をする。
- 1895年、18歳のときに美術学校ル・アーヴル市立美術学校の夜間講座へ通い始めた。生涯愛したモチーフとなるル・アーヴルの港をスケッチ。右利きのデュフィは技巧に走り過ぎることを懸念し、左手で描いた。学校の友人、オトン・フリエスらと共にアトリエを借り彼らとアーブル美術館でウジェーヌ・ブーダンを模写。ルーアン美術館でニコラ・プッサン、ジャン＝バティスト・カミーユ・コロー、テオドール・ジェリコー、ウジェーヌ・ドラクロワを学ぶ。
- 1898年～1899年、兵役。戦争から戻り、病身でヴォージュ地方のヴァル・ダジョルに滞在。
- 1900年、兵役の1年の後にル・アーブル市から1200フランの奨学金を得て、23歳のときに一人故郷を離れパリの国立美術学校エコール・デ・ボザールへ入学。モンマルトルのコルトー街で暮らす。レオン・ボナのアトリエで学ぶ。ジョルジュ・ブラックと学友だった。印象主義の画家クロード・モネ、ポール・ゴーギャン、フィンセント・ファン・ゴッホ、カミーユ・ピサロなどに影響を受ける。
- 1902年、ベルト・ヴェイルを紹介されて、彼女のギャラリーにパステル作品を納入。
- 1903年、アンデパンダン展に出品。
- 1905年、アンリ・マティス、アルベール・マルケと知り合い、アンドレ・ドラン、モーリス・ド・ヴラマンク、パブロ・ピカソなどの若いアーティストの作品をサロン・デ・ザンデパンダンで見て、フォービズムに関心を向けリアリズムに興味を失う。
- 1906年、ベルト・ヴェイル画廊で個展を開く。
- 1907年、34歳の時に結婚、生活の為、木版画の制作を始める。
- 1908年、ブラックとレスタックで制作。セザンヌ風様式を採用しフォービズムから離れていく。
- 1909年、フリエスとミュンヘンに旅行。
- 1910年、ギヨーム・アポリネールと親交を結ぶ。
- 1911年、当時豪華王と呼ばれたファッション・デザイナーのポール・ポワレと知り合う。ポワレとの仕事で木版刷りで布地のテキスタイルデザインをプティット・ユジーヌ工場で創る。アポリネールの動物誌の木版挿絵を制作。
- 1912年、フランスのシルク製造業を率いたリヨンのビアンキーニ・フェリエ商会とデザイナー契約を結んだ。
- 1913年、南仏イエールに滞在。
- 1914年、第一次世界大戦が起こり、陸軍郵便事業に従事する。
- 1917年、翌年まで、戦争博物館の図書室員となる。
- 1918年、ジャン・コクトーの舞台デザインを手がける。
- 1919年、ヴァンスに滞在。
- 1920年、パリに戻りモンマルトルのジョルジュ・ブラックの近所に居を構える。
- 1922年、フィレンツェ、ローマ、シチリアに旅行。
- 1925年 、「シャトー・ドゥ・フランス」シリーズが国際装飾美術展で金賞を受賞。
- 1936年、ロンドンに旅行。
- 1938年、パリ電気供給会社の社長の依頼で、パリ万国博覧会電気館の装飾に、人気の叙事詩をフレスコ画の巨大壁画「電気の精」として描く。イラストレーターと兼アーティストとしての評判を得る。多発性関節炎発症。ポール・ヴィヤール博士は、デュフィの主治医であった。
- 1943年～1944年、第二次世界大戦中は、スペイン国境に近い村に逃れて友人と共に暮らす。
- 1945年、ヴァンスに滞在する。
- 1950年～1952年、リューマチのコーチゾン療法を受けるためにアメリカのボストンへ旅立つ。
- 1952年、ヴェネツィア・ビエンナーレの国際大賞を受賞する。
- 1953年3月23日、デュフィはフランス、フォルカルキエにて消化管出血のため死去した。75歳没。ニース市の郊外にあるシミエ修道院墓地に埋葬された。

## 代表作
- サンタドレスの浜辺（1906年）（愛知県美術館）
- 海の女神（1936年）（伊丹市立美術館）
- 電気の精（1937年）（パリ市立近代美術館）長さ60メートル、高さ10メートルの大作。リトグラフが350部制作された[1]。金沢21世紀美術館や三居沢電気百年館などが収蔵している[1]。
- 三十年、或いは薔薇色の人生（パリ市立近代美術館）

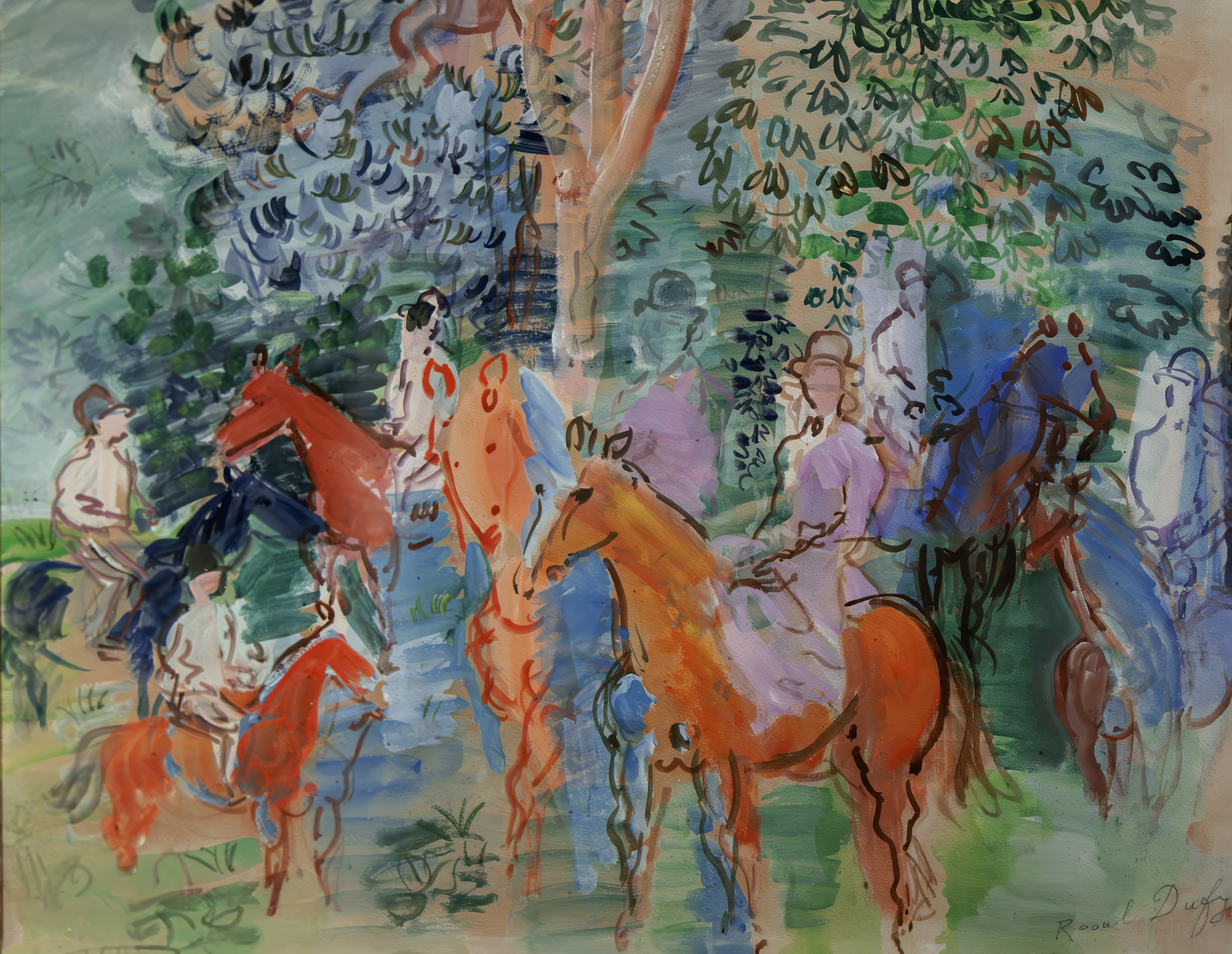
馬に乗ったハリー・ケスラー伯爵の家族 Fondation Bemberg
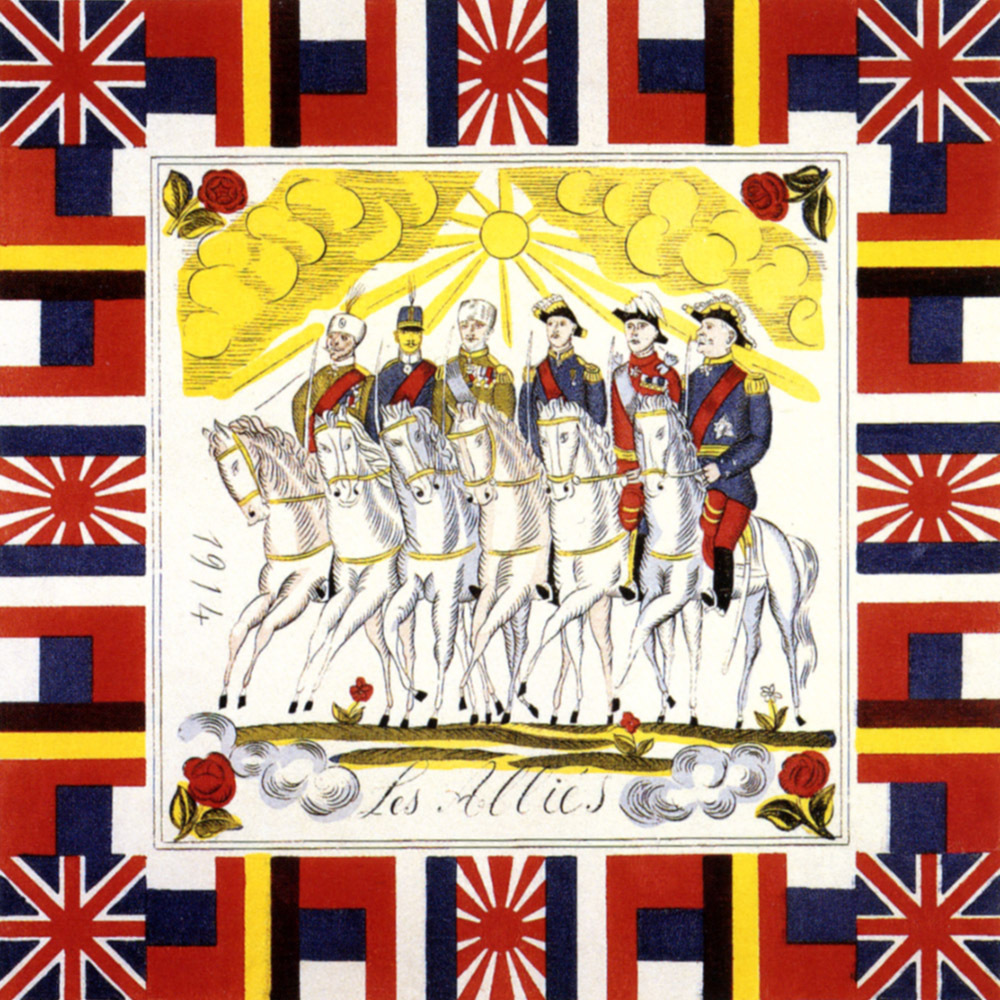
連合国 (1914)
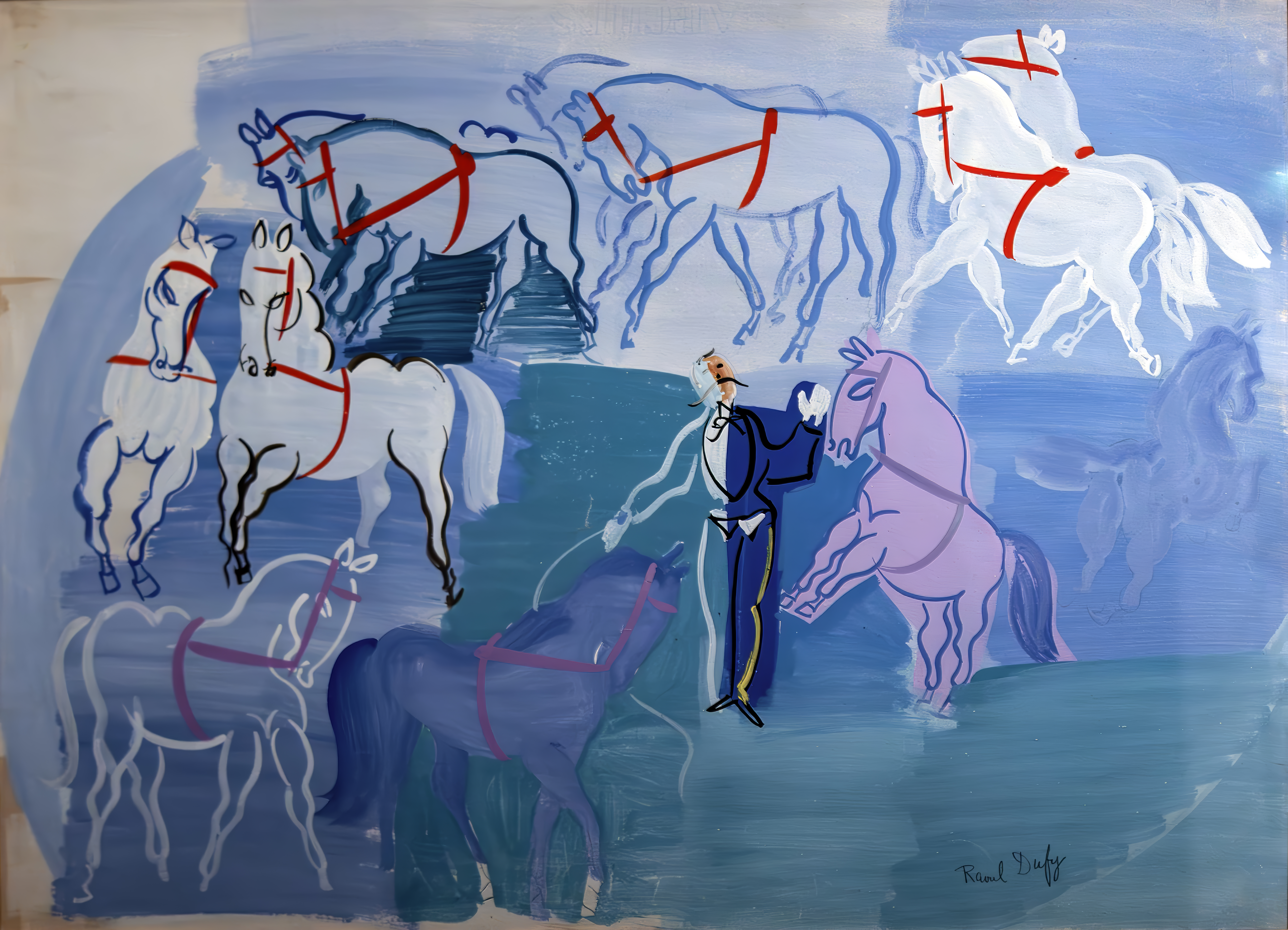
サーカスの馬 (1924) Fondation Bemberg

## 画集
- 小学館ウィークリーブック　週間美術館　ルソー／デュフィ　小学館
- ユーリディス・トリション＝ミルサーニ著　太田泰人訳　デュフィ　岩波世界の巨匠　岩波書店
- 島田紀夫　千足伸行編　世界美術大全集　第25集　フォービズムとエコールド・パリ　小学館
- ドラ・ベレス＝ティピ著　小倉正史訳　デュフィ作品集　リブロポート

## 収蔵
- オルセー美術館
- ポンピドゥー・センター
- パリ市立美術館等の有名美術館
- 大谷美術館
- 国立西洋美術館
- 石橋財団ブリヂストン美術館
- 愛知県美術館
- メナード美術館
- 三重県立美術館
- 島根県立美術館
- 大原美術館
- ひろしま美術館
- 鎌倉大谷記念美術館
- 青山ユニマット美術館
- ブリヂストン美術館

## 映像
- NHK教育テレビ「新日曜美術館」歓喜の画家　ラウル・デュフィ
- テレビ東京「美の巨人たち」

## 個展
- NHKサービスセンター「ラウル・デュフィ展 ―美、生きる喜び―」
- 読売新聞社文化事業部「デュフィ展」ポンピドゥーセンター所蔵

## その他
- ストラヴィンスキー作曲『二重カノン（ラウル・デュフィを偲んで）』（1959年）